# Ainė Raupelytė
Ainė Raupelytė (Vilnius, 28 juli 2000) is een Litouwse beachvolleybalspeler. Ze nam eenmaal deel aan de Olympische Spelen.

## Carrière
Met Ariana Rudkovskaja behaalde Raupelytė in 2019 een negende plaats bij de EK onder 20 in Göteborg en twee jaar later een vijfde plaats bij de EK onder 22 in Baden. In 2022 debuteerde ze in de Beach Pro Tour. Met Skalvė Križanauskaitė bereikte ze via de kwalificaties het hoofdtoernooi in Espinho. In december speelde ze voor het eerst met Monika Paulikienė en won ze de bronzen medaille bij het Future-toernooi van Den Haag. Het seizoen daarop vormden Raupelytė en Paulikienė een vast team. Ze namen deel aan twaalf toernooien in de mondiale competitie en kwamen daarbij tot twee vierde plaatsen (Saquarema en Haikou). Bij de Europese kampioenschappen in Wenen verloren ze in de kwartfinale van Joana Mäder en Anouk Vergé-Dépré. Bij de wereldkampioenschappen in Tlacxala werden ze in de zestiende finale uitgeschakeld door Ana Patrícia Ramos en Duda Lisboa. In 2024 deed het duo mee aan zestien toernooien in de Beach Pro Tour. Ze wonnen de bronzen medaille bij het Challenge-toernooi van Recife ten koste van het Duitse tweetal Sandra Ittlinger en Karla Borger. In Xiamen en Chennai eindigden ze op een vierde plaats en in Guadalajara en bij het Elite16-toernooi van Hamburg bereikten ze de kwartfinales. Raupelytė en Paulikienė plaatsten zich via de olympische ranglijst voor de Olympische Spelen in Parijs. Daar strandden ze na drie nederlagen in de groepsfase. Bij de EK in Nederland bereikte het duo de halve finale, waar Valentina Gottardi en Marta Menegatti in drie sets te sterk waren. In de wedstrijd om het brons verloren ze van de Zwitsers Esmée Böbner en Zoé Vergé-Dépré, waardoor ze als vierde eindigden.

## Palmares
Beach Pro Tour
- 2022:  Den Haag Future
- 2024:  Recife Challenge